# Berger-Levrault
Pour les articles homonymes, voir Berger et Levrault.
Berger-Levrault est un éditeur international de logiciels, auparavant un éditeur-imprimeur fondé entre la fin du XVIIe et le début du XVIIIe siècle.
L'entreprise vend des solutions logicielles aux collectivités et administrations locales, aux établissements de santé, au monde de l’éducation et à l’industrie.

## Historique

### Prédécesseur
On peut faire remonter les origines de la maison Berger-Levrault à la publication, en 1463, du Miroir de la rédemption par Bernhold (Bernard) Rihel, prototypographe à Bâle en 1474. Comme Gutenberg, dont il était peut-être l'un des compagnons, il imprime 500 exemplaires d'une bible latine, premier livre illustré de Suisse.

### Schmuck et Christmann, 1676-1761
La véritable fondation de la maison Berger-Levrault remonte au descendant de Rihel, le guémarien Friedrich Wilhelm (Frédéric-Guillaume) Schmuck (1637-1721) qui achète, en 1676, un immeuble à Strasbourg, rue Brûlée, et qui, sur les conseils de son oncle Josias Staedel (1627-1700), s'inscrit à la corporation de l’Échasse comme libraire. Puis, après le rattachement de Strasbourg à la France en 1681, Schmuck rachète l'imprimerie de Johann Moritz (Jean-Maurice) Hack et reçoit le titre d'imprimeur de l’Évêché de Strasbourg vers 1685.
Son fils aîné, Frédéric Schmuck, lui succède en 1699, suivi, au décès de celui-ci sans enfant, par un second fils du fondateur, Guillaume Schmuck, qui obtient la charge d'imprimeur du Roi et de l'université de Strasbourg. En 1751, à sa mort, c'est son gendre, Jean-Robert Christmann, mari de sa fille cadette, Anne-Catherine, qui reprend l'entreprise pendant dix ans.

### Christmann et Levrault, 1761-1771
En 1761, François-Robert-Adrien Christmann (-1771), fils aîné de Jean-Robert et d'Anne-Catherine, et donc arrière petit-fils du fondateur, reprend l'entreprise, associé à son beau-frère, François-Georges Levrault (1722-1798) qui y avait débuté comme prote en 1747. Levrault agrandit l’imprimerie-librairie, à l’angle de la rue des Juifs et de la rue du Faisan, à Strasbourg.
Un inventaire de l'époque montre que les recettes proviennent à 65 % de l'intendance d'Alsace, 15 % de l'université et annexes, et 20 % de particuliers, entre 1750 et 1757. Date à laquelle l'imprimerie utilise deux presses typographiques, puis trois tourneront en 1773, et cinq en 1780.

### François-Georges Levrault, 1771-1798

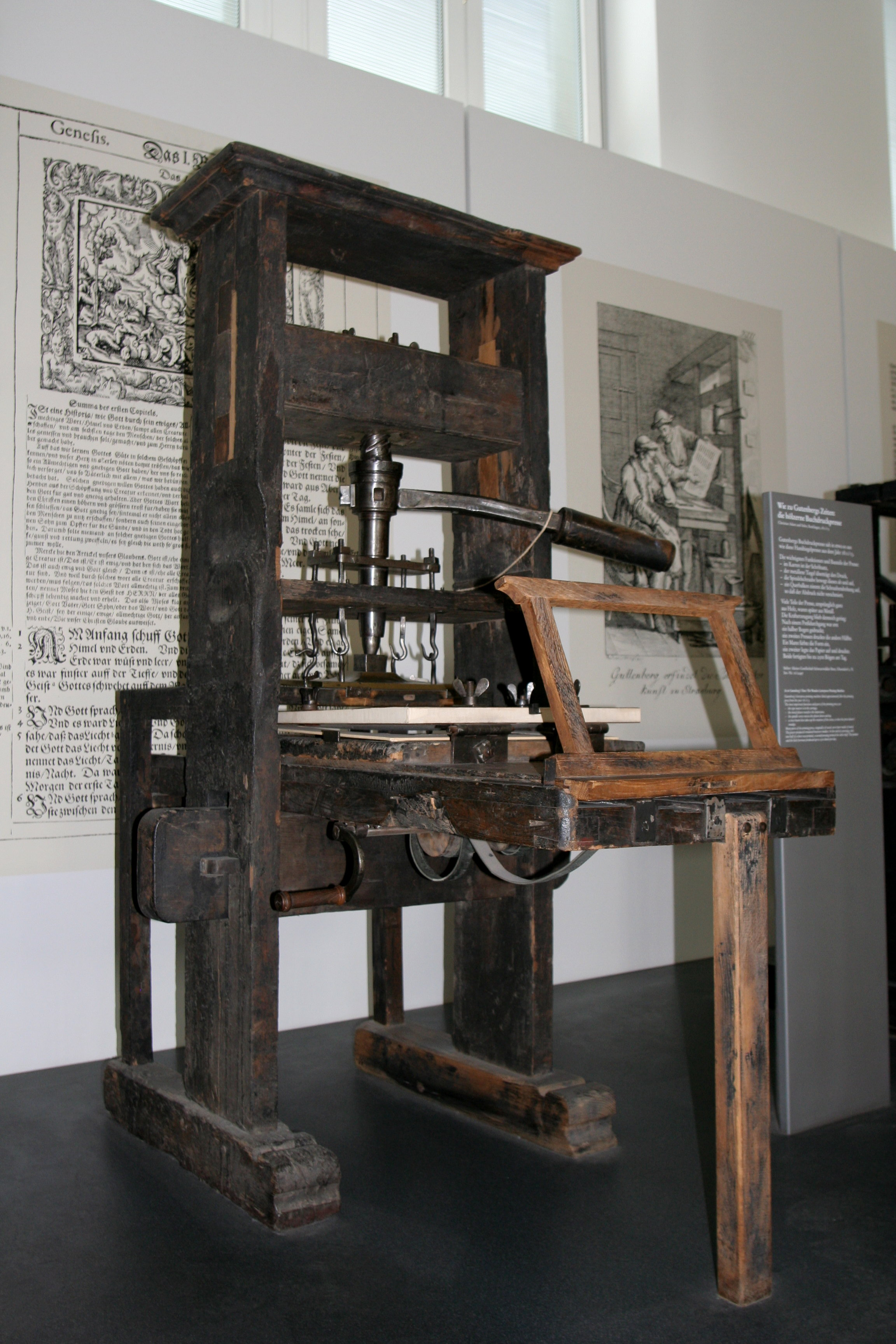
La presse en bois est utilisée par Levrault jusqu'en 1851.

En 1771, à la mort de Christmann, son beau-frère François-Georges Levrault reste seul aux commandes de l'imprimerie-librairie sous son nom. En 1786, il rachète la papeterie d'Abreschwiller pour fabriquer son propre papier. Puis il achète l'immeuble de Théodose Le Barbier de Tinan, commissaire des guerres, pour s'agrandir et y installer l'imprimerie-librairie et y loger ses ouvriers. Il rachète ensuite la fonderie puis l'imprimerie de deux anciens employés de l'imprimerie de Beaumarchais à Kehl. Jacob, fondeur de caractères et élève de John Baskerville, travaille en 1790 dans la nouvelle Société typographique que Levrault vient de créer avec l'avocat Thomassin. Elle est alors la plus importante imprimerie de Strasbourg et l'une des premières de l'est de la France.

### Laurent-François-Xavier Levrault, 1798-1821
Les quatre fils de François-Georges Levrault, Laurent-François-Xavier, Louis, Nicolas et Xavier Levrault, font tous carrière dans l'imprimerie. C'est l'aîné, Laurent-François-Xavier Levrault, qui après la mort de leur père en 1798, reprend la succession de la maison jusqu'à sa mort en 1821. Il est conseiller préfectoral du Bas-Rhin, recteur de l'Académie de Strasbourg et imprimeur du roi et reçoit, en 1819, pour vingt ans, le droit d'impression de l'Annuaire de l'État militaire de France,, du Ministre Secrétaire d’État de la Guerre Laurent de Gouvion-Saint-Cyr. En 1805, son frère Nicolas Levrault devient directeur de l'imprimerie de la Grande Armée, mais disparait avec tout son matériel au cours de la retraite de Russie en 1812. Les premières publications militaires imprimées sont les déclarations des 1er et 2 décembre 1805, imprimées sur le champ de bataille d'Austerlitz, puis distribuées aux différents corps de troupe.

### Caroline, Veuve Levrault, 1821-1850
En 1821, la veuve de Laurent-François-Xavier Levrault, Caroline, née Schertz, dirige l'entreprise familiale pendant 29 ans. Le 19 novembre 1824, elle est imprimeur du roi Charles X. Dès 1825, elle est secondée par son gendre Pierre-Frédéric Berger qui meurt en 1837. Un autre de ses gendres, Charles Pitois (1792-1843), s'occupe de celle située à Paris, « Pitois-Levrault et Cie », au 81 rue de la Harpe, jusqu'en 1839. Éléonore Berger-Levrault (née Pitois), veuve de Pierre-Frédéric Berger, dirige l'imprimerie typographique, et Caroline Levrault s'occupe de la librairie jusqu'à sa mort.

### Éléonore Berger-Levrault, Veuve Berger-Levrault et Fils, 1850-1871

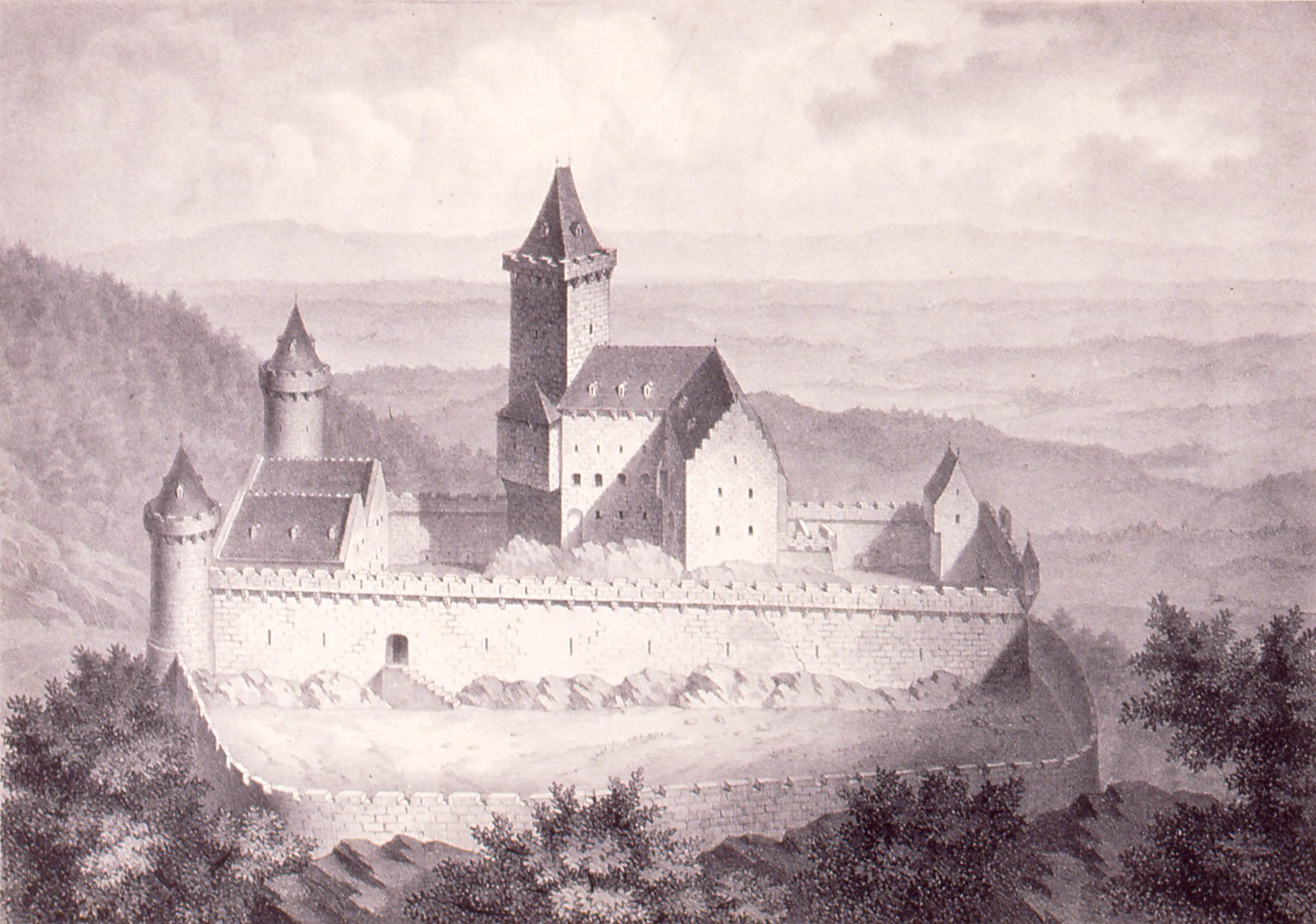
Château de Landsberg aux, lithographie veuve Berger-Levrault et Fils (1854-1858), d'après les études de Friess, architecte de Strasbourg.

Après la mort de Caroline Levrault en 1850, sa fille Éléonore, veuve de Pierre-Frédéric Berger, hérite de la maison. Elle travaille avec son fils Oscar Berger-Levrault qui s'associe à Jules Norberg (1848-1902), comptable de l'entreprise. La librairie est réunie à l'imprimerie. L'établissement typographique possède une fonderie de caractères (la première en France), un atelier de clichage (procédé inventé par Joseph Carez), de lithographie, de galvanoplastie, de réglure, de reliure (1er atelier utilisant la machine à plier, en 1859) et de gravure sur cuivre. Dès 1851, les presses en bois sont remplacées par des presses Stanhope.
Depuis 1855, ils sont également libraires-éditeurs à Paris, au 8 rue des Saints-Pères.
L'imprimerie publie des annuaires, issus de documents de l'administration, dont l’Annuaire militaire de l'armée française, depuis 1819, et l'Almanach royal en 1867. En 1870, les annuaires représentent 70 % des recettes. L'entreprise figure aux côtés de son concurrent parisien Paul Dupont, de Mame et de Chaix comme les industriels majeurs du secteur.
Entrain à la modernisation, Berger-Levrault obtient une médaille de bronze à l'exposition universelle de 1855 de Paris, une Prize Medal à celle de Londres de 1862, puis d'une médaille d'argent à celle de Paris en 1867.

### Oscar Berger-Levrault, Berger-Levrault etCie, 1871-1903
En 1871, la société Veuve Berger-Levrault et Fils est remplacée par la société en commandite par actions Berger-Levrault et Cie.
Après l'annexion de 1871, Oscar Berger-Levrault quitte Strasbourg pour Nancy où il ouvre une imprimerie au 18 rue des Glacis, le 2 septembre 1872.
Berger-Levrault et Cie à Paris est située au 5 rue des Beaux-Arts.
En 1877, l'entreprise compte quelque 400 ouvriers, constitués de plus de 80 compositeurs et une centaine de pressiers. Les ateliers contiennent différentes presses, dont 16 à bras, 18 mécaniques, 1 pour la taille douce et 4 lithographiques.
Au début de l'année, les ouvriers sont en grève, et contestent l'embauche d'apprenties compositrices, faite par l'associé Jules Norberg, responsable du personnel (des femmes travaillent déjà dans ses ateliers de reliure ou de brochage). Les compositeurs manifestent et persuadent les autres typographes de se joindre à eux, les invitant à ne pas être des « jaunes ». Le conflit sera réglé par la Société typographique parisienne qui demande le retrait des femmes compositrices.
Le 5 novembre 1901, une autre grève éclate dans l'usine pour exigence d'augmentation de salaire, 90 ouvriers se mettent en arrêt de travail. La direction recherchant des solutions, le Syndicat des Femmes Typographes (SFT), fondé par les « typotes » du journal La Fronde, installe symboliquement 15 femmes typographes aux postes vacants. En effet, depuis son Congrès de 1898, la Fédération Française des Travailleurs du Livre (FFTL) s’oppose au travail des femmes dans les ateliers de composition. Critiqué par Auguste Keufer pour rupture de la solidarité syndicale, le Syndicat est exclu de la Bourse du Travail. Le jour précédent, le 6 janvier 1902, 35 ouvriers grévistes réintégraient l'entreprise, aux côtés des ouvrières. Les ateliers Berger-Levrault marquent le début des ateliers mixtes avec égalité salariale.
Oscar Berger-Levrault meurt en 1903. L'imprimerie est toujours la première entreprise de Nancy, mais est égalée par les Imprimeries Réunies lors de leur création en 1905.

### Famille Friedel, 1913-1999
Georges Friedel, qui avait épousé, en 1888, Hélène, la fille d'Oscar Berger-Levrault, est élu administrateur, le 31 octobre 1910, lors de la transformation de la société en commandite par actions en société anonyme Berger-Levrault et Cie, au capital de 3 000 000 de francs. Il en devient président du conseil d'administration de 1913 à sa mort en 1933. C'est également en 1913 que l'entreprise lance le procédé de l'héliopeinture.
Robert Steinheil, autre gendre d'Oscar Berger-Levrault, devient administrateur-délégué avec, sous son autorité, Bernard Grasset qui dirige le bureau parisien du 8, rue des Saints-Pères. D'octobre 1917 à 1918, à la suite d'un accord passé entre André Michelin et Bernard Grasset, sont édités les guides Michelin pour la visite des champs de bataille.
Dès 1920, le fils aîné de Georges Friedel, Georges Alfred Francis Charles (1893-1970), était entré dans l'entreprise comme administrateur-délégué. Il lui succède comme président-directeur général en 1940. La société achète, en 1954, à la Fonderie Deberny et Peignot de Charles Peignot la première Lumitype-Photon (no  202) d'Higonnet et Moyroud qui vient d'être présentée à la Biennale de l'Imprimerie au Grand Palais. Les ateliers Berger-Levrault de Nancy (voir Diadeis) réalisent ainsi, en 1957, le premier livre par photocomposition en Europe imprimé en caractères de Baskerville.
En 1965, Charles Friedel cède son poste à son fils cadet, Charles Eugène Philippe Friedel.
En 1988, il est remplacé par son neveu, Marc Friedel, jusqu'en 1999.

### Librairie Berger-Levrault à Strasbourg
La librairie Berger-Levrault perdure à Strasbourg au 30 rue de la Mésange, puis, après 1918, au 23 place Broglie. La librairie Broglie lui a succédé en 1993, avant de fermer définitivement en février 2021.

### Période contemporaine, depuis 2000

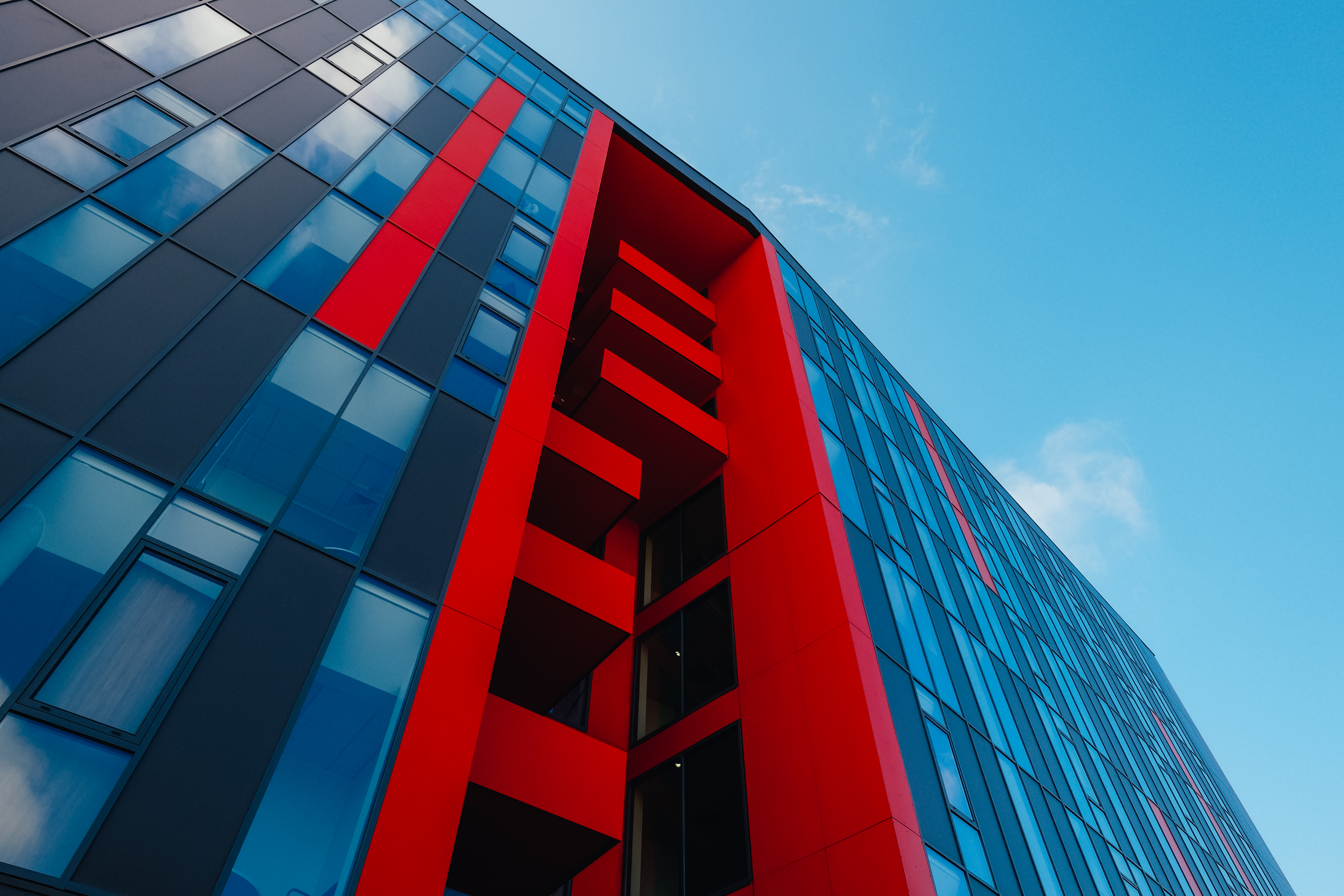
Centre d'Innovation et de Recherche de Berger-Levrault située à Labège, en région Occitanie

L'entreprise s'implante au Canada en 2013, en Espagne en 2015 et créé sa filiale marocaine à Rabat en 2022.
Elle réalise une série d'acquisitions : Sigems en 2014, Aytos en 2015, Absis et sa filiale Tecnogeo en 2017, Infosilem en 2016, CARL Software en 2018, Neolink en 2019, Expertiz Santé en 2020, Escort Informatique et Médialis en 2021.
Antoine Dumurgier est PDG de Berger-Levrault depuis octobre 2022 succédant à Pierre-Marie Lehucher.